# Ribamar (personagem)
Ribamar Ferreira da Peixera Silva Pinto é um personagem do extinto humorístico Sai de Baixo, exibido pela Rede Globo de Televisão entre 1996 a 2002. Foi interpretado por Tom Cavalcante. Participou do programa até a quarta temporada, em 1999. Depois foi interpretado por Tom no Zorra Total.

## Criação
De acordo com Daniel Filho, "Para o papel do porteiro, escolhi Tom Cavalcante, que estava sem fazer nada na Globo. Achei que ele era um bom comediante e que poderia tirar partido inclusive de suas imitações. Aconselharam-me a não escalá-lo: não era ator, não sabia representar um personagem, era uma novidade para ele representar com outras pessoas, não respeitava as marcas, não tinha noção da relação com a câmera, o diabo. Era tudo verdade. Durante muito tempo, os colegas tiveram de ajudar colocando-o nas marcas certas".
Eram comuns as imitações que Tom Cavalcante fazia de Silvio Santos, Clodovil Hernandez, Sérgio Chapelin e outros personagens como o Tonho da Lua de Mulheres de Areia e Dirceu Borboleta de O Bem Amado.

## Biografia
Ribamar é o porteiro do edifício Arouche Towers, nascido no nordeste brasileiro. Seu comportamento e trejeitos são esquisitos, pois sofreu um grave acidente de bicicleta. Ficou quase uma semana em coma, até que um médico alemão pôs uma placa de platina na sua cabeça. Essa placa é energizada, captando ondas de rádio, televisão, telefone, que o leva a personificar vozes de locutores, atores, de apresentadores, entre outros.
À respeito de sua família, as informações são incertas. No episódio Casando e Andando, é afirmado que seu pai era Ribirita, conhecido como Cabo Durão, que era lanterninha, e possuía quarenta e quatro irmãos, um deles chamado Raiomar. Porém, no episódio "A Família Do- Ré- Riba" a sua família vem o visitar por conta do seu aniversário. O Pai, Ribirita, um alcoólico inveterado que acaba tendo um envolvimento romântico com Cassandra. A mãe se chama Ribaranga e também é apresentada a Ribamacha, uma lésbica que é uma de suas irmãs. É dito ainda que no Ceará ficaram seus irmãos Riboiola e Ribaitola, e um recém nascido e falecido Riboliche, além de irmão chamado Riberapuera que mora em São Paulo, dona Ribaranga afirma que tem "mais de 20 filhos" sendo que no episódio anterior (Casando e Andando) Ribamar afirma tem 44 irmãos (no total seus pais tem 45 filhos). 
Após a sua saída, em 1999, Ribamar foi substituído por Ataíde, interpretado por Luiz Carlos Tourinho, no início de 2000.
Em 2019, Ribamar voltou em Sai de Baixo - O Filme, onde está casado com Cibalena, tendo um caso com Sunday e abrigando a família de Cassandra após a falência e aprisão de Caco Antibes.